# Olesja Stefanko
Olesja Mychaylivna Stefanko (in ucraino Олеся Михайлівна Стефанко?; Kovalivka, 25 giugno 1988) è una modella ucraina, vincitrice del concorso Miss Universo Ucraina 2011.
Nel 2008, prima della sua partecipazione a Miss Ucraina, la Stefanko era stata nominata Miss Odesa National Law Academy in quanto studentessa dell'Istituto di Procura e Investigazione.
Nel 2011 gareggia fra le quindici finaliste del concorso Miss Universo Ucraina, che si tiene a Kiev l'11 dicembre 2010 e dove la Stefanko verrà incoronara vincitrice, ottenendo quindi il diritto di rappresentare l'Ucraina a Miss Universo 2011, che si è tenuto a São Paulo, in Brasile il 12 settembre 2011, e dove la modella si è classificata alla seconda posizione dietro alla vincitrice Leila Lopes.